# Maria Station
Maria er en jernbanestation for Pågatåget mellem (Malmö-)Helsingborg og Ängelholm. Stationen ligger i det nordlige Helsingborg, ved Berga industriområde nær Mariastaden.
56°04′33″N 12°42′39″Ø / 56.07571°N 12.71083°Ø
| Jernbane | Spire Denne jernbaneartikel er en spire som bør udbygges. Du er velkommen til at hjælpe Wikipedia ved at udvide den. |